# Titus Vinicius Iulianus
Titus Vinicius Iulianus war ein im 1. Jahrhundert n. Chr. lebender Angehöriger des römischen Senatorenstandes.
Durch die Arvalakten ist belegt, dass Iulianus im Dezember des Jahres 80 zusammen mit Marcus Tittius Frugi Suffektkonsul war. Ein Militärdiplom gibt die Schreibweise Marcus Vinicius Iulius Rufus wider. Warum dies so ist, ist unbekannt; vielleicht wurde ein Titus Iulius von einem Marcus Vinicius adoptiert, so Marengo.